# سدلرز
سدلرز (به لاتین: Saddlers) یک شهرک در سنت کیتس و نویس است که در پریش سنت جان کپیستر در جزیره سنت کیتس واقع شده‌است.